# Anthony George Berry
brasão
Sir Anthony George Berry (12 de fevereiro de 1925 — 12 de outubro de 1984) foi um político britânico, um membro do parlamento conservador pelo distrito eleitoral de Enfield Southgate e um Whip durante o governo de Margaret Thatcher. Berry foi morto no bombardeamento do Grand Hotel em Brighton.

## Biografia
Anthony Berry nasceu como o filho mais jovem do 1.º Visconde Kemsley, um magnata galês da imprensa, e de sua esposa, Mary Holmes. Suas conexões com a aristocracia podem ter influenciado seu apontamento como Tesoureiro da Casa Real.
Em 1954, ele casou-se com Mary Burke-Roche, filha mais velha de Edmund Burke-Roche, 4.º Barão Fermoy. Mary é a irmã de Frances Shand Kydd, a mãe da falecida Diana, Princesa de Gales. Sir Anthony e sua esposa Mary tiveram quatro filhos:
- Alexandra Mary Berry, nascida em 1955
- Antonia Ruth Berry, nascida em 1957
- Joanna Cynthia Berry, nascida em 1957
- Edward Anthony Morys Berry, nascido em 1960

Eles se divorciaram em 1966. Posteriormente, no mesmo ano, Anthony casou-se com Sarah Clifford-Turner. E eles tiveram dois filhos: George (1967) e Sasha Jane (1969).
Em 12 de outubro de 1984, Berry foi morto com a explosão do Grand Hotel, em Brighton. A bomba foi implantada pelo IRA durante a conferência do Partido Conservador e tinha como alvo principal a primeira-ministra Margaret Thatcher. Ele tinha cinquenta e nove anos.
Em setembro de 1986, Patrick Magee, o responsável pela morte de Anthony e de outras vítimas, foi condenado a trinta e cinco anos de prisão. Em 1999, Pat foi libertado por causa do Acordo de Belfast.
Em 2006, a exposição The F Word: Images of Forgiveness, que destaca as histórias pessoais de pessoas atingidas por tragédias em muitas partes do mundo, contou com a história da filha de Sir Anthony Berry, Jo Tufnell.
Em novembro de 2000, Jo, uma mãe de três filhos que vive ao norte de Gales, reconciliou-se e tornou-se amiga pessoal de Magee, o assassino de seu pai, após a morte deste. "Algumas vezes, quando estive com Pat, compreendi sua vida com tanta clareza que não há mais nada a perdoar", disse ela, que tem a esperança de que algo positivo resultou do trauma.